# Avant que l'ombre... À Bercy (tour)
Avant que l'ombre.... à Bercy è la quarta serie di concerti di Mylène Farmer, in supporto del suo sesto album studio Avant que l'ombre.... Il 27 novembre 2006 viene pubblicato il singolo live Avant que l'ombre... e nel dicembre 2006 viene commercializzato il corrispondente omonimo album dal vivo Avant que l'ombre... À Bercy.

## Setlist
1. Ouverture
2. Peut-être toi
3. XXL
4. Dans les rues de Londres
5. California
6. Porno graphique
7. Sans contrefaçon
8. Q.I
9. C'est une belle journée"
10. Ange, parle-moi...
11. Redonne-moi
12. Rêver
13. Ainsi soit je... (13 e 14 gennaio) / L'autre... (le date successive)
14. Désenchantée
15. Nobody Knows
16. Je t'aime mélancolie
17. L'amour n'est rien...
18. Déshabillez-moi
19. Les mots (duetto con Abraham Laboriel Jr.)
20. Fuck Them All
21. Avant que l'ombre...

## Date degli spettacoli
In totale sono 13 spettacoli, dal 13 gennaio al 29 gennaio 2006 al Palais omnisports di Bercy a Parigi.
| Data            | Città  | Paese   | Luogo                            |
| --------------- | ------ | ------- | -------------------------------- |
| 13 gennaio 2006 | Parigi | Francia | Palais omnisports de Paris-Bercy |
| 14 gennaio 2006 | Parigi | Francia | Palais omnisports de Paris-Bercy |
| 15 gennaio 2006 | Parigi | Francia | Palais omnisports de Paris-Bercy |
| 17 gennaio 2006 | Parigi | Francia | Palais omnisports de Paris-Bercy |
| 18 gennaio 2006 | Parigi | Francia | Palais omnisports de Paris-Bercy |
| 20 gennaio 2006 | Parigi | Francia | Palais omnisports de Paris-Bercy |
| 21 gennaio 2006 | Parigi | Francia | Palais omnisports de Paris-Bercy |
| 22 gennaio 2006 | Parigi | Francia | Palais omnisports de Paris-Bercy |
| 24 gennaio 2006 | Parigi | Francia | Palais omnisports de Paris-Bercy |
| 25 gennaio 2006 | Parigi | Francia | Palais omnisports de Paris-Bercy |
| 27 gennaio 2006 | Parigi | Francia | Palais omnisports de Paris-Bercy |
| 28 gennaio 2006 | Parigi | Francia | Palais omnisports de Paris-Bercy |
| 29 gennaio 2006 | Parigi | Francia | Palais omnisports de Paris-Bercy |

## Crediti e personale
- Produzione: Thierry Suc
- Edizioni: Paul Van Parys / Requiem Publishing
- Concezione dello spettacolo: Laurent Boutonnat e Mylène Farmer
- Set designer: Mark Fisher (Stufish Co)
- Costumi disegnati da: Franck Sorbier
- Make-up: Carole Lasnier
- Coiffeur: John Nollet
- Concezione delle luci: Fred Peveri
- Suoni: Stéphane Plisson / MAW Society
- Immagini: Alain Escalle
- Produzione immagini: Cheval de Troie
- Direttore musicale: Yvan Cassar
- Vocal coaching: Malcom Walker

- Management: Thierry Suc con de Thomas Blanc
- Musicisti: Yvan Cassar, Eric Chevalier (tastiere), Peredur ap Gwynedd (chitarra), Milton McDonald (chitarra), Paul Bushnell (basso), Nicolas Montazaud (percussioni), Abraham Laboriel Jr. (batteria)
- Coristi: Esther Dobong'Na Essienne, Johanna Manchec
- Coreografie: Mylène Farmer
tranne: "C'est une belle journée": Mylène Farmer e Christophe Danchaud; "Fuck Them All": Mylène Farmer e Los Vivancos.
- Ballerini: Ayo Berner Jackson, Christine Dejesus, Khetanya Jati Henderson, Tiffany Howard, Sharaya Howell, Edara Johnson, Christianna Toler, Naimah Willoughby, Los Vivancos
- Foto: Claude Gassian
- Prima parte dello spettacolo: Il cortometraggio "Le conte du monde flottant" di Alain Escalle.